# Christopher Ohen
Christopher Ohen, né le 14 octobre 1970 à Benin City, est un footballeur nigérian. Il était attaquant.

## Carrière
Ohen commence sa carrière à Julius Berger. Il participe à la coupe du monde 1989 des jeunes, où ses trois buts attirent l'attention du Real Madrid. Après deux ans passés au Real il signe pour Compostela, où il reste dix ans. Ensuite il est prêté à Beşiktaş. 
Alors qu'il joue pour Compostela, il est présélectionné pour jouer coupe du monde 1998 avec le Nigeria. 
Il termine sa carrière à Leganés et au Julius Berger.